# Пяловское водохранилище
Пя́ловское водохрани́лище — одно из водохранилищ системы канала имени Москвы. Расположено в Московской области, в пределах городского округа Мытищи.
Образовано в 1937 году путём строительства гидроузла на реке Уче.

## Описание
Полезный объём — 9,1 млн м³, площадь — 6,3 км². Ширина — до 1 км, длина — около 6 км, глубина — до 12,2 м.
Водохранилище судоходно. Северная часть водохранилища соединяется через участок канала с Пестовским водохранилищем, южная часть водохранилища соединяется через участок канала с Клязьминским водохранилищем, а юго-восточная часть водохранилища соединяется через Пяловскую плотину с Учинским водохранилищем.
На водохранилище располагаются пристани «Аксаково», «Витенёво» и «Солнечная поляна».
Используется для водоснабжения Москвы. Популярное место отдыха и рыбной ловли, здесь водятся окунь, щука, плотва, подлещик, судак, ёрш, краснопёрка, уклейка, линь, карась.
На берегу водохранилища расположены деревня Витенёво, рядом с которой находилась небольшая усадьба русского писателя М. Е. Салтыкова-Щедрина и деревня Никульское.
24 августа 1998 года в деревне был торжественно заложен, а в 1999—2001 годах построен новый деревянный храм в честь Успения Пресвятой Богородицы. 8 мая 2005 года в ограде храма был освящен трёхметровый крест в память заключённых Дмитлага, погибших при строительстве канала.
В 2018 году на берегу водохранилища стараниями и на собственные средства Владимира Романова был обустроен мемориал подводной лодке К-19.